# Llista de topònims de Banyuls dels Aspres
Llista de topònims (noms propis de lloc) de Banyuls dels Aspres (Rosselló).
Informació actualitzada per un bot. Els canvis manuals es perdran quan s'actualitzi!

## església
| imatge | Nom                                | Ubicat a            | instància de          | Detalls                                                                           | coordenades                                                                  | Protecció | Commons (més fotos)                         | Dades a WD                    |
| ------ | ---------------------------------- | ------------------- | --------------------- | --------------------------------------------------------------------------------- | ---------------------------------------------------------------------------- | --------- | ------------------------------------------- | ----------------------------- |
|        | Sant Andreu de Banyuls dels Aspres | Banyuls dels Aspres | església Ús: església | Estil: arquitectura gòtica Anomenat per: Andreu apòstol Dedicat a: Andreu apòstol | 42° 34′ 02″ N, 2° 51′ 59″ E / 42.567111111111°N,2.8662777777778°E 118.5 msnm |           | Église Saint-André de Banyuls-dels-Aspres   | Modifica les dades a Wikidata |
|        | Santa Anna de Banyuls dels Aspres  | Banyuls dels Aspres | església              |                                                                                   | 42° 34′ 00″ N, 2° 51′ 55″ E / 42.5665555556°N,2.86516666667°E 117.2 msnm     |           | Chapelle Sainte-Anne de Banyuls-dels-Aspres | Modifica les dades a Wikidata |
|        | Santa Maria de Fontclara           | Banyuls dels Aspres | església              |                                                                                   | 42° 33′ 25″ N, 2° 53′ 11″ E / 42.5570833333°N,2.88638888889°E                |           |                                             | Modifica les dades a Wikidata |

## Misc
| imatge | Nom                                     | Ubicat a            | instància de                                                 | Detalls                                                 | coordenades | Protecció | Commons (més fotos)         | Dades a WD                    |
| ------ | --------------------------------------- | ------------------- | ------------------------------------------------------------ | ------------------------------------------------------- | --- | --------- | --------------------------- | ----------------------------- |
|        | Estació de Banyuls dels Aspres          | Banyuls dels Aspres | estació de mercaderies edifici antiga estació de ferrocarril |                                                         | 42° 33′ 26″ N, 2° 52′ 08″ E / 42.557342°N,2.868753°E 72 msnm                                                                                          |           | Gare de Banyuls-dels-Aspres | Modifica les dades a Wikidata |
|        | Mota de la Vila Vella de Banyuls        | Banyuls dels Aspres | edifici                                                      |                                                         | 42° 34′ 17″ N, 2° 51′ 46″ E / 42.571305555556°N,2.8627777777778°E 88.1 msnm                                                                           |           |                             | Modifica les dades a Wikidata |
|        | Tec                                     | Pirineus Orientals  | riu                                                          | Desemboca: mar Mediterrània Llarg: 84.1km Conca: 721km² | 42° 35′ 25″ N, 3° 02′ 42″ E / 42.59027778°N,3.045°E 42° 25′ 22″ N, 2° 19′ 20″ E / 42.4229°N,2.3223°E 42° 35′ 21″ N, 3° 02′ 42″ E / 42.5893°N,3.0451°E |           | Tech (river)                | Modifica les dades a Wikidata |
|        | Vila fortificada de Banyuls dels Aspres | Banyuls dels Aspres | vila closa                                                   |                                                         | 42° 47′ 05″ N, 2° 58′ 01″ E / 42.784628°N,2.96682°E 119.5 msnm                                                                                        |           |                             | Modifica les dades a Wikidata |
|        | casa de la vila de Banyuls dels Aspres  | Banyuls dels Aspres | instal·lació Ús: seu del govern local                        |                                                         | 42° 33′ 57″ N, 2° 52′ 04″ E / 42.5659099017232°N,2.86782757244522°E fr:66300 BANYULS-DELS-ASPRES                                                      |           |                             | Modifica les dades a Wikidata |